# Дом Гроеля
Дом Гроеля — жилой дом в Выборге, расположенный в историческом центре города на Подгорной улице. Построенный в XVII веке двухэтажный дом, получивший современный облик в результате восстановления в конце XX века по проекту архитектора С. Алексеева, включён в перечень памятников архитектуры.

## История
После окончания Северной семилетней войны (1563—1570) к Швеции, вступающей в великодержавный период, стал переходить контроль над торговыми связями между Россией и Западной Европой на Балтике. Любек как центр ганзейского союза утратил в 1570 году господствующее положение на Балтийском море, и шведский Выборг начал прямую торговлю с Голландией. В 1590-х гг. шведский король предоставил особые привилегии двум городам — Ревелю и Выборгу, обеспечивавшие им монополию в посредничестве между русскими и западными купцами. С 1614 года Выборг имел право «полного стапеля», то есть обладал правом приёма иностранных торговых судов и правом посылки своих судов в иностранные порты, и рассматривался шведскими властями как один из возможных главных центров русской торговли. В этих условиях в Выборг происходит переселение немецких купцов, образовывавших могущественные семейные кланы и занимавших важные руководящие посты в городе.
Около 1594 года в Выборге обосновался купец Ганс Гроель. Женившись на дочери епископа Павла Юстена, он выдвинулся в число богатейших и влиятельнейших горожан и с 1620 года около трёх лет занимал пост бургомистра Выборгского магистрата. Его честолюбивый сын Йохан (Иоган) также стремился добиться высокого положения, используя противоречия между немецкой, шведской и финской общинами города, и провоцируя многочисленные судебные разбирательства. В 1626 году он был привлечён к ответственности за оскорбление бургомистра, а в 1634 году избран на должность городского головы, противопоставив себя немецким бургомистрам магистрата. Результатом его бурной деятельности вскоре стал смертный приговор, отменённый после обжалования в Абоском гофгерихте, а уже в 1635 году Йохана Гроеля приговорили к штрафу и тюремному заключению в Выборгском замке. Но политическая деятельность не помешала Гроелю сделать состояние на торговле, ссудах и пивоварении. В 1636 году он начал строительство нового дома в Выборге, а в 1647 году занял пост бургомистра. В этой должности он занимался ликвидацией последствий опустошительного городского пожара 1652 года путём организации строительства каменных зданий на месте хаотичной деревянной застройки в соответствии с составленным в 1640 году инженером А. Торстенсоном первым регулярным планом города.
На проложенной согласно плану Епископской улице развернулось строительство каменных бюргерских домов, и одним из первых стал построенный по соседству с домом Борхарда и домом епископа новый дом бургомистра Гроеля. Украшенный по фасаду анкерами двухэтажный дом, несмотря на дальнейшие перестройки, вплоть до начала XX века считался одной из главных достопримечательностей Старого города. Его сводчатые погреба представляют собой разновремённые строительные конструкции, возведённые в основном в XVII—XVIII веках, а два помещения являются частями более ранних построек (до 1640-х годов).
В ходе борьбы за власть в городе бургомистр добился в 1653 году от шведской королевы Кристины посвящения в дворянское достоинство, однако его противники воспользовались этим, чтобы лишить его прав купеческого сословия и руководства органами самоуправления. Так, получив рыцарскую фамилию Rosencröel, Йохан утратил источники дохода. Тогда он поступил на военную службу, дослужившись в 1658 году до звания подполковника Выборгского драгунского полка. Подав в отставку в 1661 году, он жил на доходы с пожалованных королём поместий. Детей у него не было, и после смерти бывшего бургомистра в 1666 году собственники дома менялись. Известно, что около полутора столетий дом принадлежал владельцам городской аптеки.
В ходе советско-финских войн (1939—1944) дом сильно пострадал, и в 1950-х годах стены здания разобрали до нижнего надземного яруса (погребов, засыпанных песком с целью консервации). Позже остатки здания были поставлены на учёт в качестве архитектурно-исторического памятника.
В условиях развернувшейся с 1953 года кампании по борьбе с «архитектурными излишествами», идеи которой были позже закреплены знаменитым постановлением «Об устранении излишеств в проектировании и строительстве», восстановление дома в первоначальном виде было невозможно, но возведение на свободных участках в центре Выборга типовых зданий советской архитектуры — «хрущёвок», не сочетающихся с фасадами соседних зданий более раннего времени, не украсило городскую застройку и было подвергнуто критике с последующим запретом на типовое строительство в историческом центре города. С изменением политики СССР в архитектурно-строительном деле, приведшим к формированию нового направления — неоисторической архитектуры постмодернизма — появилась возможность воссоздания дома.
В 1980-х годах, когда стали рассматриваться варианты индивидуальной застройки участка в заповедной части Выборга, был одобрен проект архитектора Сергея Алексеева, предусматривающий реставрацию погреба с восстановлением утраченных этажей и пристройкой дворового трёхэтажного корпуса на месте одноэтажного каретника. Уличный фасад воссоздан с ориентацией на довоенный облик. Нетиповой планировкой предусмотрены двухуровневые квартиры, в одной из которых архитектор собирался поселиться сам, но из-за затягивания сроков строительства предпочёл жильё в соседнем доме Борхарда, также восстановленном по проекту С. Алексеева. Оба дома соединены подземным ходом.

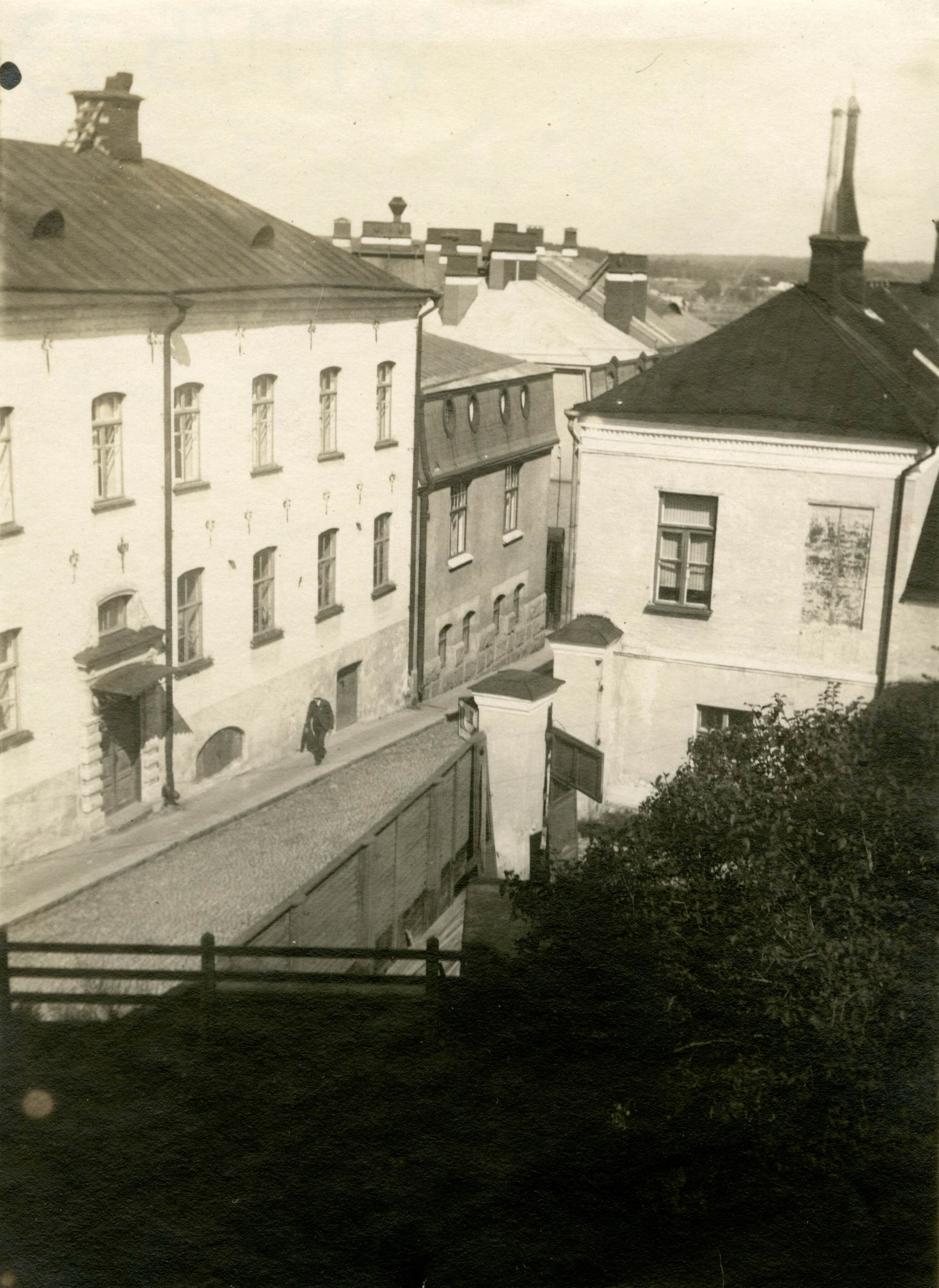
Фото начала XX века
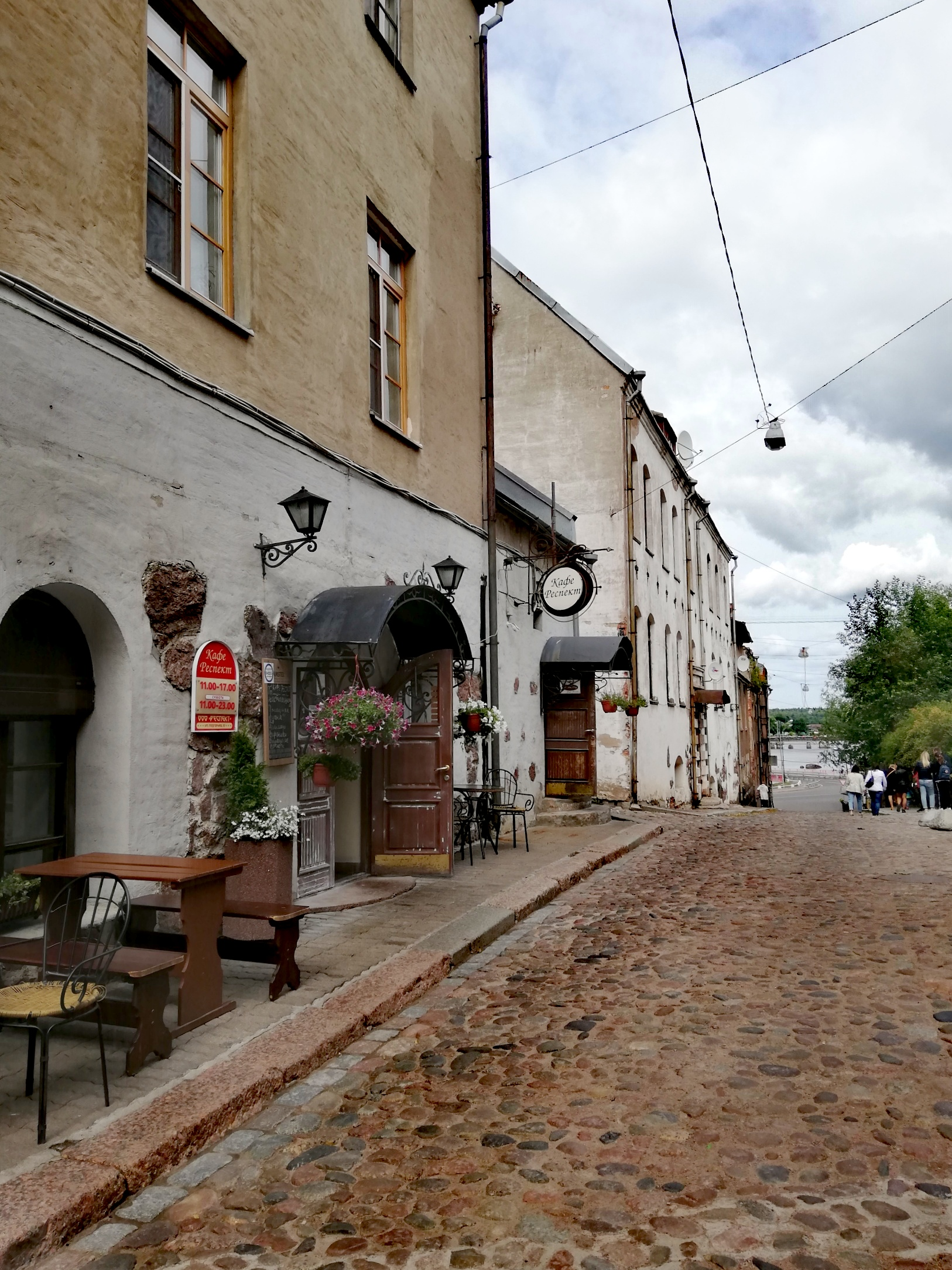
Вид от дома Борхарда в начале XXI века